# ミュンヒハウゼン男爵
ミュンヒハウゼン男爵（ミュンヒハウゼンだんしゃく、 ドイツ語: Baron Münchhausen、英語: Baron Munchausen）は、奇想天外な物語として知られる『ほら吹き男爵の冒険』の主人公である。『ほら吹き男爵の冒険』の原型は、実在の人物である18世紀のプロイセン貴族ミュンヒハウゼン男爵カール・フリードリヒ・ヒエロニュムスが周囲に語った自身の冒険談である。

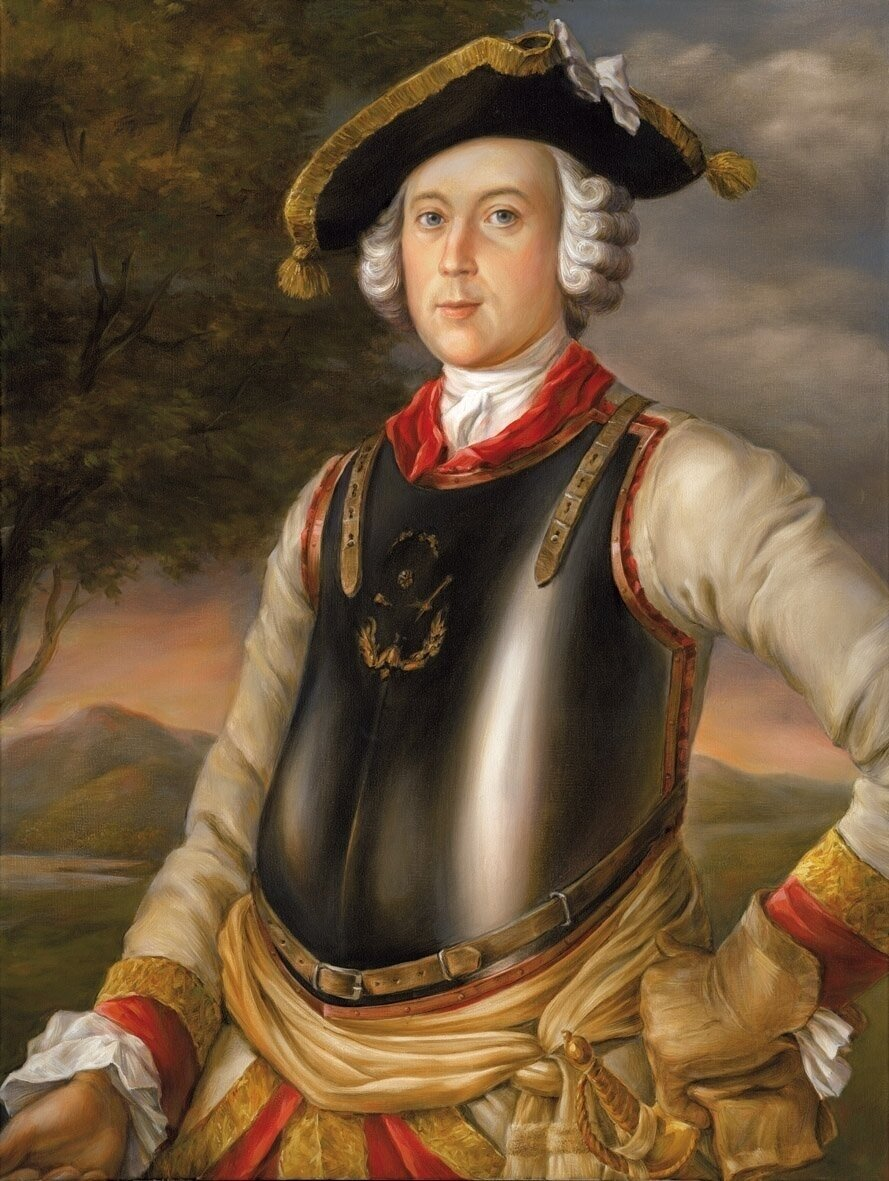
『ヒエロニュムス・フォン・ミュンヒハウゼン』（作者未詳、ミュンヒハウゼン博物館）

本項ではほら吹き男爵ことミュンヒハウゼン男爵にまつわる史実と創作をともに扱うが、混乱を避けるため、史実とされる部分では称号を省きミュンヒハウゼンと表記し、創作とされる部分ではミュンヒハウゼン男爵と表記する。

## 実像
ミュンヒハウゼン男爵こと、カール・フリードリヒ・ヒエロニュムス・フライヘル・フォン・ミュンヒハウゼン（Karl Friedrich Hieronymus Freiherr von Münchhausen、1720年5月11日 - 1797年2月22日）は、18世紀のプロイセン貴族である。現在のニーダーザクセン州の街ボーデンヴェルダーでミュンヒハウゼン家の第5子として誕生する。15歳のとき、ブラウンシュヴァイク公家に小姓として出仕した。
ロシアに移住していたブラウンシュヴァイク公子アントン・ウルリヒは、死亡した小姓の補充を実家に要請した。1737年、ミュンヒハウゼンはアントン・ウルリヒに仕えるためロシアへと渡航するが、1739年には自ら職を辞して主君ウルリヒの元を去り、バイロン公爵夫人の求めに応じてロシア軍騎兵少尉に任官した
ウルリヒは1739年にアンナ・レオポルドヴナと結婚し、大元帥に就任する。翌1740年、アンナは息子のイヴァン6世を擁して摂政に就任する。この政変の余波により、ミュンヒハウゼンは中尉に昇進した。その後はリガに駐屯していたが、1740年および1741年には対オスマン帝国戦へと出征している。
1741年12月、政変によりイヴァン6世が廃されると、ウルリヒは妻アンナとともに幽閉される。ミュンヒハウゼンはその2年前に、既にウルリヒの元を去っていたため、辛うじて追及からは免れられた。1744年、リヴォニア（現ラトビア）のペルニゲルで判事の娘ヤコビン・フォン・デュンテンと結婚する。
1750年には大尉に昇進し、休暇を取ると、妻を伴ってボーデンヴェルダーに帰省した。しかし母が急死し、また2人の兄も戦死して、急遽ヒエロニュムスがミュンヒハウゼン家を継ぐことになったため、生涯ロシアに戻ることはなかった。そのため、1754年にロシア軍から除籍される。
ボーデンヴェルダーでのミュンヒハウゼンはその機知に富んだ話術で広く人気を集めたが、同時に実務的な面については誠実な人物とも評されていた。妻に先立たれた後、1794年に再婚したが、結局不和から離婚に至っている。やがて1797年に没した。子供はなかったが、カリーニングラード（旧：ケーニヒスベルク）には「ミュンヒハウゼンの末裔たち」というクラブがあり、2005年にはミュンヒハウゼンの像が建立された。

## 「ほら吹き男爵物語」

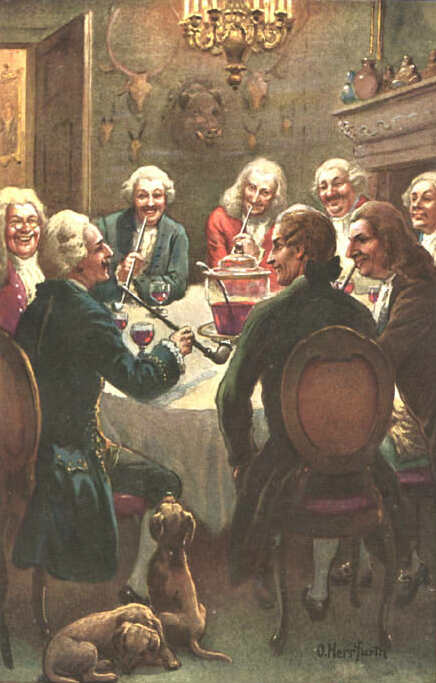
男爵と客人たち

冒頭に記された出版の経緯によると、晩年のミュンヒハウゼン男爵は話好きで、館に客を集めては、フィクションを交えた自分の体験談を話して聞かせた。その話があまりにも面白いので、ある人物がこっそり彼の話を記録し、本人に無断で出版することにした。話を聞いたミュンヒハウゼンは怒って出版をやめさせようとしたが、本は結局売り出され、人気を呼んだ。ミュンヒハウゼン男爵は、憤慨のあまり死んでしまった。
ミュンヒハウゼン物語がはじめてまとまった形で出版されたのは1781年のベルリンでのことだが、著者は不明である。その後1785年に大幅加筆された英語版が出版され、著者は元ヘッセン方伯の司書ルドルフ・エーリヒ・ラスペである。Baron Munchhausen's Narrative of his Marvellous Travels and Campaigns in Russiaがその時の題名だが、The Surprising Adventures of Baron Munchausenとも呼ばれた。しかしながら、そのユーモラスな物語の中にはミュンヒハウゼン以外の出典から拝借したものも少なくない。実際、周囲からミュンヒハウゼン自身に対して遠慮深いという評価があったとはいえなかったこともあり、ラスペの出版はむしろミュンヒハウゼンの評判を落とす結果となった（もともとラスペには盗癖があり、ヘッセン方伯のコレクションに手をつけた容疑で英国へ国外逃亡中の身であり、晩年には宝石偽造にかかわってアイルランドへと再逃亡している）。
1786年、ゲッティンゲン大学の私講師ゴットフリート・アウグスト・ビュルガーがラスペ版をドイツ語へと翻訳、さらに加筆してドイツに逆輸入した。Wunderbare Reisen zu Wasser und Lande: Feldzüge und lustige Abenteuer des Freiherrn von Münchhausenとして出版されたこのビュルガー版は、今日のドイツでももっとも知られている版のひとつである。なお、ビュルガーは共和思想の持ち主であり、ビュルガー版には政治的風刺が多く盛り込まれた。そのためか、ビュルガーは生前自分が著者であることを固く秘した。またミュンヒハウゼンやラスペ同様、ビュルガーもまた晩年は不遇であり、教授に昇進できぬまま貧乏講師で終わっている。
19世紀、ミュンヒハウゼン男爵の物語は数多くの作家たちによって加筆され、さまざまな言語に翻訳された。その結果として物語には100以上のバリエーションが存在する。ミュンヒハウゼンが軍人として活躍したロシアでも、ミュンヒハウゼン男爵の物語は古くから出版されており、とくに子供向けにリライトされたものは広く愛読されている。
ミュンヒハウゼン男爵の物語のうち、ミュンヒハウゼン自身が語ったものがどれくらいあるのかは明らかでない。ただし、エピソードの大多数はミュンヒハウゼンが生まれる前から数世紀にわたり流布してきた民話がもととなっていることが判明している。

### 美術

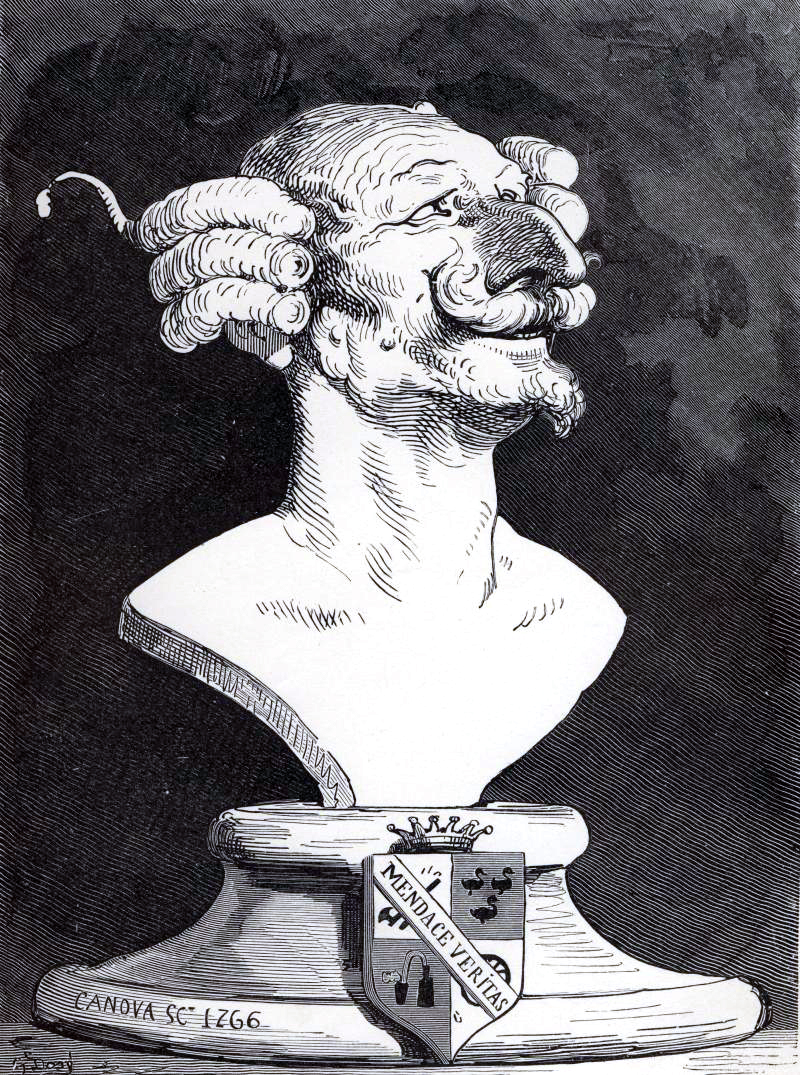
ミュンヒハウゼン男爵、ドレによる挿絵

多くのイラストレーターがミュンヒハウゼン男爵の物語に挿絵を描いてきたが、男爵のイメージを決定付けたのは1862年版に採用された（ミュンヒハウゼンとは似ていない）ギュスターヴ・ドレの挿絵である。ドレは他にもダンテの『神曲』や聖書にも挿絵を提供したことで知られる。

### 映画
1943年、ウーファによって映画『ほら男爵の冒険』が制作された。ウーファの創立25周年記念作品であり、全編フルカラー（これはドイツにおいても4番目のカラー映画だった）で撮影され、当時としては高い水準の映像を実現している。ラスペ版を基にエーリッヒ・ケストナーが脚本を書き、ヨセフ・フォン・バキが監督した。出演ハンス・アルバース（ミュンヒハウゼン男爵役）、ブリギッテ・ホルナイ（エカチェリーナ大帝役）。もっともケストナーはナチ党政権から発禁処分を受けていたため、バキは機転を利かせて「ベルトールド・ビュルガー」（ビュルガーはドイツ語で市民の意味）という偽名でケストナーをクレジットした。後になってこの事実を知ったヨーゼフ・ゲッベルスは怒り、バキは戦後まで映画制作の現場から外され、その他の制作担当者も処分される憂き目に遭った。
1961年のカレル・ゼマン監督の「ほら男爵の冒険」（Baron Prášil）は、実写とアニメーションの合成で男爵の冒険を描く。
1979年、マーク・ザハーロフが撮影したロシア語の映画Тот самый Мюнхгаузенでは、冒険談が出版された後のミュンヒハウゼンが描かれた。映画の中のミュンヒハウゼンは自分が正気であることを証明しようと苦闘する。
テリー・ギリアムは1988年にスペインのバルセロナで映画『バロン』を撮影した。出演ジョン・ネヴィル（ミュンヒハウゼン男爵役）、エリック・アイドル、オリヴァー・リード、ロビン・ウィリアムズ、ジャック・パーヴィス、ユマ・サーマン。
他にも男爵の生涯を描いたさまざまな短編が制作されている。中にはジョルジュ・メリエスによるものもある。
- The Adventures of Baron Munchausen (1988) - IMDb（英語）
- Tot samyy Myunkhgauzen (1979) - IMDb（英語）
- Münchhausen (1943) - IMDb（英語）
- Les Aventures du baron de Münchhausen (1911) - IMDb（英語）

### パロディ
アメリカの初期のSF作家ヒューゴー・ガーンズバックは戦間期に「ミュンヒハウゼン男爵の科学的冒険」を書いた。これは20世紀に蘇ったミュンヒハウゼン男爵が「現代科学」を駆使して活躍する教育的かつユーモラスな冒険SFであった。
日本の星新一にも『ほら男爵 現代の冒険』（新潮社 1970）という作品がある。これは執筆当時の現代を舞台に、ミュンヒハウゼン男爵の子孫、シュテルン・フォン・ミュンヒハウゼン（架空）を主人公にした風刺的なSF風の連作中編である。なお、「シュテルン」はドイツ語で「星」を意味する。
他にも以下のような作品がある。
- 『絵本・ほらふき男爵』寺山修司著、及川正通絵  サンケイ新聞社出版局 1970
- 『ポプラ物語館18 イシシとノシシのスッポコペッポコへんてこ話 オーボラーラ男爵の大冒険』原京子文、原ゆたか絵 ポプラ社 2009

## 関連用語
周囲の同情や関心を集めるために、病気を装ったり自傷したりする精神疾患をミュンヒハウゼン症候群(自傷対象が自分以外の家族などの例もあり、こちらは代理ミュンヒハウゼン症候群という呼称がつけられている)というが、これはミュンヒハウゼンがほら話で周囲の関心を集めたことにちなんでつけられた病名である。
ミュンヒハウゼンのトリレンマとはものごとの確実な根拠が得られることはないのではないかという問題提起である。ミュンヒハウゼンが自分の髪を引っ張りあげることで、底なし沼から脱出したエピソードから名づけられた。
上記のエピソードは、版によっては、髪ではなくブーツの紐を引っ張りあげたことになっている。コンピュータやエレクトロニクスの分野で用いられる「ブートストラップ」という技術および機能の名称はこのエピソードに由来するとされるが、詳細はつまびらかでない。

## 書籍
- 『ほらふき男爵の冒険』ビュルガー編　新井皓士訳、岩波文庫 1983.4
- 『ほらふき男爵の冒険』ミュンヒハウゼン（実際の原書はビュルガー編）高橋健二訳（児童向け抄訳） 偕成社文庫 新版1983年
- 『バロン』チャールズ・マッケオン（英語版） テリー・ギリアム、立花薫訳、徳間文庫 1989.6
- 『ケストナーの「ほらふき男爵」』エーリッヒ・ケストナー 池内紀、泉千穂子訳、筑摩書房 1993.2、ちくま文庫 2000
- 『ほらふき男爵の冒険』G.A.ビュルガー編 斉藤洋訳（児童向け抄訳） 偕成社 2007
- 『新訳 ほらふき男爵の冒険』ビュルガー編　新井皓士訳（児童向け抄訳） 集英社みらい文庫 2015.5
- 『ほら吹き男爵の冒険』酒寄進一訳、光文社古典新訳文庫 2020.6